# Joseph Zöttl
Joseph Zöttl (* n. bek.; † n. bek.) war ein bayerischer Bierbrauer und Politiker aus Freising.
In seiner Heimatstadt war er als Gemeindebevollmächtigter eingesetzt. Im Jahr 1827 rückte er als Nachfolger für den verstorbenen Thaddäus Kaufmann in die bayerische Kammer der Abgeordneten nach. Ihr gehörte er bis zu ihrer Auflösung im August 1828 an.